# Can Font (Lloret de Mar)
Can Font és un edifici del municipi de Lloret de Mar (Selva) que forma part de l'Inventari del Patrimoni Arquitectònic de Catalunya. Can Font estava compost per dues parts ben diferenciades: per una banda tenim la casa senyorial, mentre que per l'altra tenim les cotxeres i cavallerisses.

## Descripció

### Casa senyorial
La casa senyorial consta de tres plantes, entre mitgeres, i està coberta amb una teulada plana i aterrassada. Està ubicada al costat dret del carrer St. Carles. La façana està organitzada seguint el tradicional esquema compositiu de tres eixos amb simetria central, característic dels immobles de classe alta. La planta baixa consta de tres obertures: al centre tenim el portal d'accés, el qual destaca especialment tant per l'exquisida porta principal d'entrada en fustes nobles, concretament fusta de cedre, com per l'enreixat de ferro forjat profusament ornamentat amb una decoració d'inspiració vegetal i floral. El treball de ferro forjat aplicat a l'avantporta és exquisit i molt avançat; així ho corroboren tant les formes lleugeres i esveltes, com les flors pomposes i carnoses i els cossos repujats. Flanquegen el portal d'entrada dues obertures - una per banda- quadrangulars emmarcades amb pedra. Unes obertures que són projectades com a semibalconades com així ho acredita l'ampit de pedra que tanca la balconada en la part frontal.
El primer i segon pis han estat resolts partint del mateix esquema formal, que consisteix en l'aplicació de tres obertures per pis, respectivament. Es tracta de sis obertures rectangulars emmarcades amb pedra i projectades com a balconades i equipades amb les seves respectives penyes volades i baranes de ferro forjat. Les penyes volades són d'aspecte molt robust i sòlid i estan suportades per dues mènsules respectivament, excepte la balconada del centre del primer pis, reforçada amb una tercera al centre, la qual comunica directament amb el portal d'entrada i en la qual s'aprecia la data de 1877. Pel que fa al treball de la forja aplicat a les baranes de ferro, es tracta d'un treball molt acurat i avançant com així ho acrediten tant les esveltes formes que inunden les baranes, com la profusa i espessa decoració que les ornamenta. En un estrat superior es troba la balconada del centre del primer pis amb la barana de ferro forjat i la penya volada, ambdues retallades en forma de "U", amb la part central més enfonsada i els laterals molt accentuats.
Tanca la façana en la part superior una clara i nítida cornisa imitant els tríglifs i mètopes característics de l'arquitectura clàssica. L'edifici està coronat amb una terrassa, tancada en la part frontal per un ampit. Els tres pisos presenten el mateix sistema de sustentació a base de pilastres planes i de fust llis - una cada extrem- coronades respectivament per capitells. Els dos de la planta baixa són de pedra, mentre que els dos del primer pis i els dos del segon pis són capitells corintis ceràmics.
Pel que fa al tema dels materials, els dos terços superiors de cada pis presenten un fals encoixinat imitant els carreus de pedra regulars ben treballats i desbastats. Per la seva banda l'arrancada de cada pis, és a dir el terç inferior, està compost per pedra nomolítica o pedra calcària de Girona. Al costat de la casa hi ha un petit pati, que actua com a entrada secundària i que està tancada per un mur coronat en la part superior per una reixa metàl·lica. A l'interior del pati podem observar la presència d'una escala que condueix directament al primer pis.
Pel que fa als interiors de la casa, cal destacar el cancell, amb vitralls emplomats modernistes; l'escalinata d'accés, amb barana de ferro a banda i banda fent joc amb un barmi que precedeix la porta principal. Pel que fa a les parets de l'habitatge són esgrafiades; els sostres delicadament pintats; els lavabos amb bells elements ornamentals d'estil modernista; l'escala interior amb barrots de caoba. I, quant als paviments, cal assenyalar que estan fets a base de mosaics policroms, constituïts per tessel·les de diferents colors, amb la particularitat que cada cambra té el mosaic amb un dibuix diferent.

### Cotxeres i cavallerisses
Pel que fa a les cotxeres i cavallerisses, aquestes servien com a habitatge pel servei i majordoms i com a estable pels cavalls i per guardar el carro. Les cotxeres i la casa senyorial en origen conformaven una sola propietat. Ara bé en un moment històric determinat que no podem arribar a concretar, es van separar de la casa senyorial, constituint-se per tant dos immobles totalment independents Tanmateix en origen constituïen una sola propietat i és per això que també les analitzarem.
Les cotxeres consten de dues plantes i estan cobertes amb una teulada plana. Pel que fa al seu emplaçament, la façana principal dona al costat esquerre del carrer Josep Galceran, però simultàniament fa cantonada amb el carrer St. Carles. La façana que dona al carrer Josep Galceran consta de dues portes i una finestra en la planta baixa, mentre que en el primer pis trobem quatre finestres.
D'aquest segon edifici crida l'atenció especialment la façana del xamfrà entre els carrers, que pren el caràcter representatiu i de més noblesa, amb la balconada damunt de la generosa porta principal i els abundants ornaments ceràmics. En el centre del coronament semiesfèric o de mitja lluna, ornat amb garlandes i orles d'inspiració vegetal i floral i coronat als extrems per pinacles, apareix un medalló circular que conté dues inicials fusionades "C i F" que podrien remetre's a Can Font.
En la part posterior d'aquest segon edifici trobem un gran pati, que en origen servia d'aparcament per a la carrossa del "Conde de Jaruco" i per guardar els cavalls.

## Història
Fins a la segona meitat del segle xix aquesta zona eren camps que figuraven a nom de Joan Durall. Nicolau Font i Maig, conegut com el Conde Jaruco, era el propietari de la casa. Font anà a Amèrica cridat pel seu oncle que des de feia tempos estava instal·lat a Jaruco, on havia fet fortuna. Retornà com un autèntic indià ric i encarregà la construcció de la seva casa, d'un exuberant panteó i realitzà importants obres benèfiques.
El projecte de la casa principal, dita Can Font o Can Comadran, és de 1876 i es pot atribuir als germans Torras i Mataró, igual que Can Garriga. En una segona fase es feren les cotxeres i cavallerisses segons el projecte de Joaquim Artau i Fàbregas. Fou adquirida per l'ajuntament a principis dels anys 80 del segle XX per ubicar-hi el Museu d'Història de Lloret.